# Pathos - Segreta inquietudine
Pathos - Segreta inquietudine è un film del 1988 diretto da Piccio Raffanini. Si tratta dell'unico film da lui diretto. Il film è noto anche con il titolo di Pathos (Un sapore di paura).
Thriller erotico ambientato in un futuro imprecisato, si avvale di numerose presenze femminili, tra cui Eva Grimaldi, Virginia Hey, Gioia Scola, Carin McDonald, Teagan Clive, Loredana Guerra, Valentine Demy, Jo Ann Smith.

## Trama
Un serial killer miete vittime tra modelle e attrici. Le indagini, condotte dal tenente Arnaldi con l'aiuto della fotografa bisessuale Diana, sembrano suggerire che l'assassino sia un travestito. Dopo che l'assassino ha mietuto diverse vittime tra amanti e conoscenti di Diana, Arnaldi riesce a smascherarlo e arrestarlo: si tratta di Paul, l'assistente bisessuale di Diana, innamorato follemente della fotografa.

## Distribuzione

### Edizioni home video

#### VHS
Pathos - Segreta inquietudine, Mondadori Video, PAL, 1988